# Edward D. Holton
Pour les articles homonymes, voir Holton.
Edward Dwight Holton (28 avril 1815 - 21 avril 1892), connu comme un chef de file important de l'abolitionnisme américain, était un homme politique et chef d'entreprise actif dans le secteur bancaire, le chemin de fer et les entreprises d'assurance au dix-neuvième siècle dans le Wisconsin, dont il fut le premier shérif et membre de l'Assemblée de l'État.

## Biographie

### Les débuts
Holton est né à Lancaster, dans le New Hampshire, et à un âge précoce a été élevé par sa mère seule. À l'âge de quatorze ans, il a été forcé à s'engager pendant quatre ans comme commis, dans le New Hampshire. Il a été en mesure d'atteindre les qualifications requises pour enseigner, et lorsque le terme de son engagement a expiré, il est retourné à Lancaster pour enseigner pendant un an. Il acquiert aussi l'expérience des milieux d'affaires de comme commis à de Buffalo en tant que comptable dans le département de l'expédition d'un grossiste en céréales. En 1838, il fait un bref séjour sur le Territoire du Wisconsin, tout récemment organisé mais pas encore État de l'Union puis est retourné chez lui après l'effondrement du marché de l'immobilier causé par bouillonné en 1836.

### Carrière professionnelle dans le Wisconsin
En novembre 1840, il ouvre sa première boutique dans l'entrepôt du "corner" à Milwaukee.

#### Le négoce de céréales
Edward D. Holton s'est vite engagé dans la flambée des cours lié à l'expansion locale de la culture du blé d'affaires, et acquiert le premier navire de transport de blé à partir du port de Milwaukee en 1841. En 1849, il a participé, avec Angus Smith, venu du Michigan, à la création de la "chambre de Commerce de Milwaukee Milwaukee", dont il est devenu président, tout en étant responsable de la coordination du commerce du blé.

#### Chemins de fer
En 1849, Holton participe à la fondation du chemin de fer de Milwaukee et de la Prairie du Chien, qu'il dirige jusqu'en 1851. Les exportations de blé au départ de Milwaukee, quasiment inexistantes en 1841, montent à 95000 boisseaux en 1845, puis décuplement pour atteindre 1,1 million de boisseaux en 1849, faisant la fortune d'Holton et d'Angus Smith.

#### Services bancaires
En 1853, il a contribué à fonder la "Banque des Agriculteurs et des Meuniers" (un des prédécesseurs de la Société Firstar), et en devient le premier président. Au cours de cette période, il y avait un bon nombre de perturbations de la législation bancaire, et Holton a été un facteur clé dans la modernisation de la législation.

## Carrière politique dans le Wisconsin

### L'abolitionnisme et la tempérance
En 1843, il a été élu premier shérif de Milwaukee comme indépendant. À ce stade précoce de sa carrière politique, il était bien connu comme un abolitionniste et comme l'avocat de la Ligue de tempérance. Alors que normalement ces politiques avaient peu de chance, il a battu le gouverneur démocrate du Wisconsin et d William A. Barstow en raison du fait que les démocrates ont été divisés par une querelle interne du parti.
En 1845, Holton fut candidat pour être représentant au Congrès du Parti de la Liberté. En 1850, il a été au centre d'un combat sur une loi attribuant à des établissements qui vendent de l'alcool responsabilité pour les dommages causés par des gens en état d'ébriété. La loi a été introduite par le Sénateur John B. Smith. Lors des manifestations contre la loi, un comité a été organisé pour défendre la loi et Holton en a été nommé président. Le résultat de la polémique fut de renforcer la position politique du Parti Démocratique et d'affaiblir le Free-soilers alli à Holton.

### Le Parti Républicain
Holton a été l'un des deux principaux candidats à la convention de 1857 du Parti Républicain du Wisconsin, lorsque le parti était encore très récent. L'autre candidat majeur a été Walter McIndoe, homme d'affaires du bois d'œuvre industriel de Wausau. Holton étant abolitionniste, ses relations avec l'élite de Milwaukee lui a donné de la force, mais McIndoe avait une personnalité qui est mieux passée à l'époque. Les votes ont finalement été exprimés en faveur d'un troisième candidat, Alexander Randall, candidat de compromis et premier d'une longue lignée de gouverneurs Républicains dans le Wisconsin.
Holton servi ensuite comme représentant à l'Assemblée du Wisconsin en 1860 En 1862, le Président Lincoln l'a commissaire à la supervision d'une politique au cours de laquelle un tiers des soldats a été renvoyé directement dans sa famille pour prévenir le gaspillage de fonds publics. Il a finalement dû démissionner de la commission en raison de la mauvaise santé.

## Semi-retraite
En 1871, il accepta un poste à la société d'assurance Northwest National, pour la gestion des sinistres en raison du Grand incendie de Chicago intervenu au cours de la même année.